# آن مارگارته هوسکن
آن مارگارته هوسکن (انگلیسی: Anne Margrethe Hausken؛ زادهٔ ۲۳ ژانویهٔ ۱۹۷۶) ورزشکار جهت‌یابی اهل نروژ است.
وی در مسابقات کشوری و بین‌المللی در مجموع برندهٔ ۶ مدال طلا، ۷ مدال نقره، ۵ مدال برنز شده‌است.